# Aeródromo de Tineo
El aeródromo de Tineo o de La Curiscada es una pequeña instalación destinada a la lucha contra incendios forestales. Anteriormente en menor medida a la aviación deportiva. pero a día de hoy esta ha desaparecido.Se encuentra ubicado en el concejo de Tineo (Asturias).
Desde 2022 se encuentra en construcción la nueva base contra incendios que sustituirá a las instalaciones temporales que operan desde el año 2005.
La BRIF de La Curiscada cuenta con un helicóptero de lucha contra incendios.

## Antecedentes
Los orígenes de este aeródromo se remontan al año 1929, cuando fue necesario improvisar una pista de aterrizaje para una avioneta que había participado en una pequeña exhibición aérea durante las fiestas de San Roque.
Posteriormente, se instaló un pequeño campo de aviación durante la guerra civil española.

## Usos
Este aeródromo acoge en sus instalaciones la base BRIF de la BRIF-i (invierno) y BRIF/A (verano) de Tineo, que pertenecen al dispositivo de lucha contra incendios forestales, del Ministerio de Medio Ambiente, Medio Rural y Marino del Gobierno de España. En primavera es base de un helicóptero Kamov de gran capacidad durante los meses de marzo y abril, contratado por el Ministerio de Medio Ambiente, Rural y Marino a la empresa Inaer.

## Pista avionetas
El aeródromo dispone de una pista principal asfaltada para avionetas, además de una secundaria transversal a esta primera de tierra, y con una longitud algo inferior.

## Helipista
La helipista está controlada y dirigida por un técnico de la administración durante los periodos operativos de la BRIF y fuera de este período, queda el aeródromo sin ningún tipo de personal en tierra.
Normalmente, si están operativos los helicópteros de dichas brigadas, se puede encontrar en dicho aeródromo combustible JET-A1, aunque no hay distribución a medios que no participen en la lucha contra incendios.

## Aproximación
Para aproximarse a dicho aeródromo, se recomienda que se contacte con la base, (banda aérea mediante un escáner) ya que los helicópteros pueden salir en cualquier momento a una misión contra incendios.